# 古斯塔夫·维格兰

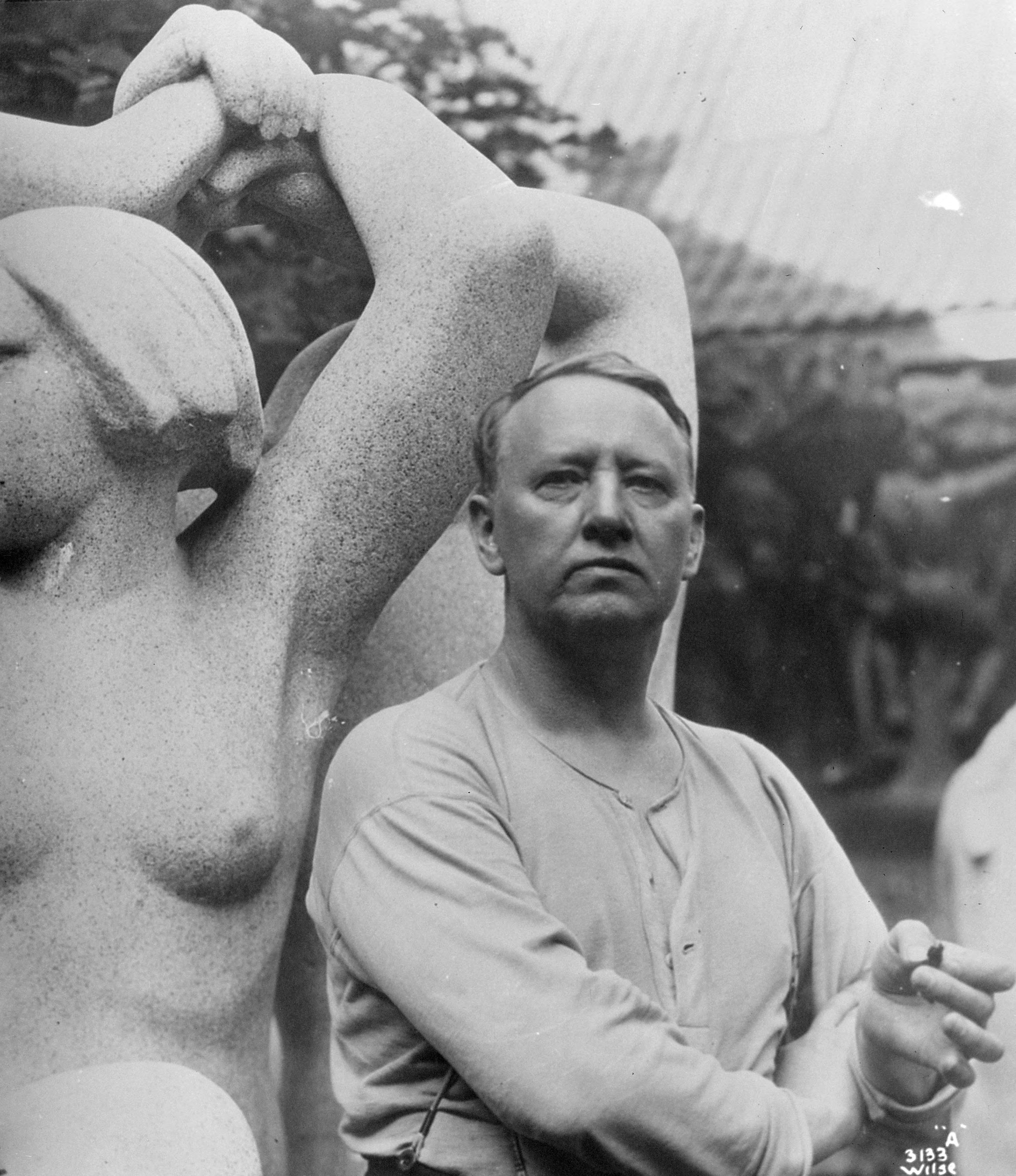
古斯塔夫·维格兰

古斯塔夫·维格兰（Gustav Vigeland，1869年4月11日– 1943年3月12日），挪威雕塑家。 他曾去過奥古斯特·罗丹的工作室。 而古斯塔夫·维格兰的工作室位于弗鲁格纳公园附近。他也是诺贝尔和平奖奖章的设计者。 